# Мальта на Олимпийских играх
Мальта принимала участие в 17 летних Олимпийских играх и 5 раз пропустила их (1932, 1952, 1956, 1964 и 1976). Дебютировала на Играх в Париже в 1924 году. В зимних Олимпийских играх спортсмены Мальты впервые приняли участие на Олимпиаде 2014 года в Сочи. Спортсмены этой страны никогда не завоёвывали олимпийских медалей.